# Boeing Passenger Air Vehicle
Das Boeing Passenger Air Vehicle ist ein elektrisch angetriebenes Luftfahrzeug, das autonom fliegen und senkrecht starten und landen kann. Das Passenger Air Vehicle (PAV) wurde von 2017 bis 2020 entwickelt, von Boeings Geschäftsbereich Boeing NeXt und der Tochtergesellschaft Aurora Flight Sciences in Manassas im US-Bundesstaat Virginia.

## Geschichte
Aurora Flight Sciences entwickelte bis 2019 einen eVTOL-Prototyp.
Wegen der finanziellen Verluste infolge des 737 MAX-Groundings und den Auswirkungen der COVID-19-Pandemie auf die Luftfahrt, schloss Boeing seinen Geschäftsbereich Boeing NeXt zum September 2020.

## Konstruktion
Die ersten Flugversuche führte Aurora anfangs mit einem 1:10-Modell und anschließend mit einem im Maßstab 1:4 ausgeführten Konzeptflugzeug durch. Innerhalb eines Jahres konnte die Entwicklung bis zu einem fliegenden Prototypen durchgeführt werden. Der erste Schwebeflug des Boeing PAV fand am 22. Januar 2019 statt.
Der Prototyp hat zwei Flügelpaare, die mit der kurzen Kabine mit großem Durchmesser in der Mitte und einem Propeller mit horizontaler Achse verbunden sind. Das obere Flügelpaar ist mit Winglets ausgestattet. Das untere hält rechts und links unten je einen Balken, der zusätzlich durch Verstrebungen mit der Kabine verbunden ist. An jeder dieser Schienen befinden sich vier Motoren mit Propellern. Um eine stabilere Lage in Flugrichtung zu erhalten, sind die festen Achsen der Propeller nicht vertikal, sondern weisen jeweils einen geringen Winkel zu jeder Seite auf. Die ersten nach außen, die zweiten in Richtung der Mittelachse und so weiter. Das Leitwerk ist eine Kombination aus einem zusätzlichen Flügel und zwei vertikalen Stabilisatoren außen an jeder Seite, die großen Winglets ähneln.
Die Auslegung als Flugschrauber mit einer Kombination von Rotoren und Tragflächen ist energieeffizienter als ein reiner Multicopter. Dies wird durch die Transition, also den Übergang vom Vertikal- zum Horizontalflug ermöglicht. Dabe erzeugen bei ersterem die Rotoren den Auftrieb, dann das Flügelprofil. Das ist besonders wichtig, solange die Stromspeicher noch nicht so weit entwickelt sind, um eine längere Flugdauer zu ermöglichen.

## Zwischenfälle
Am 4. Juni 2019 stürzte das PAV während seines 5. Testfluges ab. Vertreter von Boeing lehnten es ab, Einzelheiten des Absturzes zu nennen.
Während des Flugtests stellten die Ingenieure einige kurze Datenausfälle und ungewöhnliche Motordrehzahlen fest und entschieden, den Flug zu beenden. Der Pilot gab das Kommando für automatisches Landen. Nach kurzem Sinkflug gingen die Flugzeugmotoren in den Leerlauf und das Flugzeug prallte auf die Landebahn. Es wurde erheblich beschädigt. Die Überprüfung der aufgezeichneten Daten ergab, dass Vibrationen auftraten, die kurzzeitig die Schwelle für die Rucklogik überschritten. Sie wird zum Erkennen von Bodenkontakten (zusätzlich zu Squat-Schaltern) verwendet. Das Flugzeug ging in den Bodenmodus über und schaltete die Motoren ab.

## Technische Daten

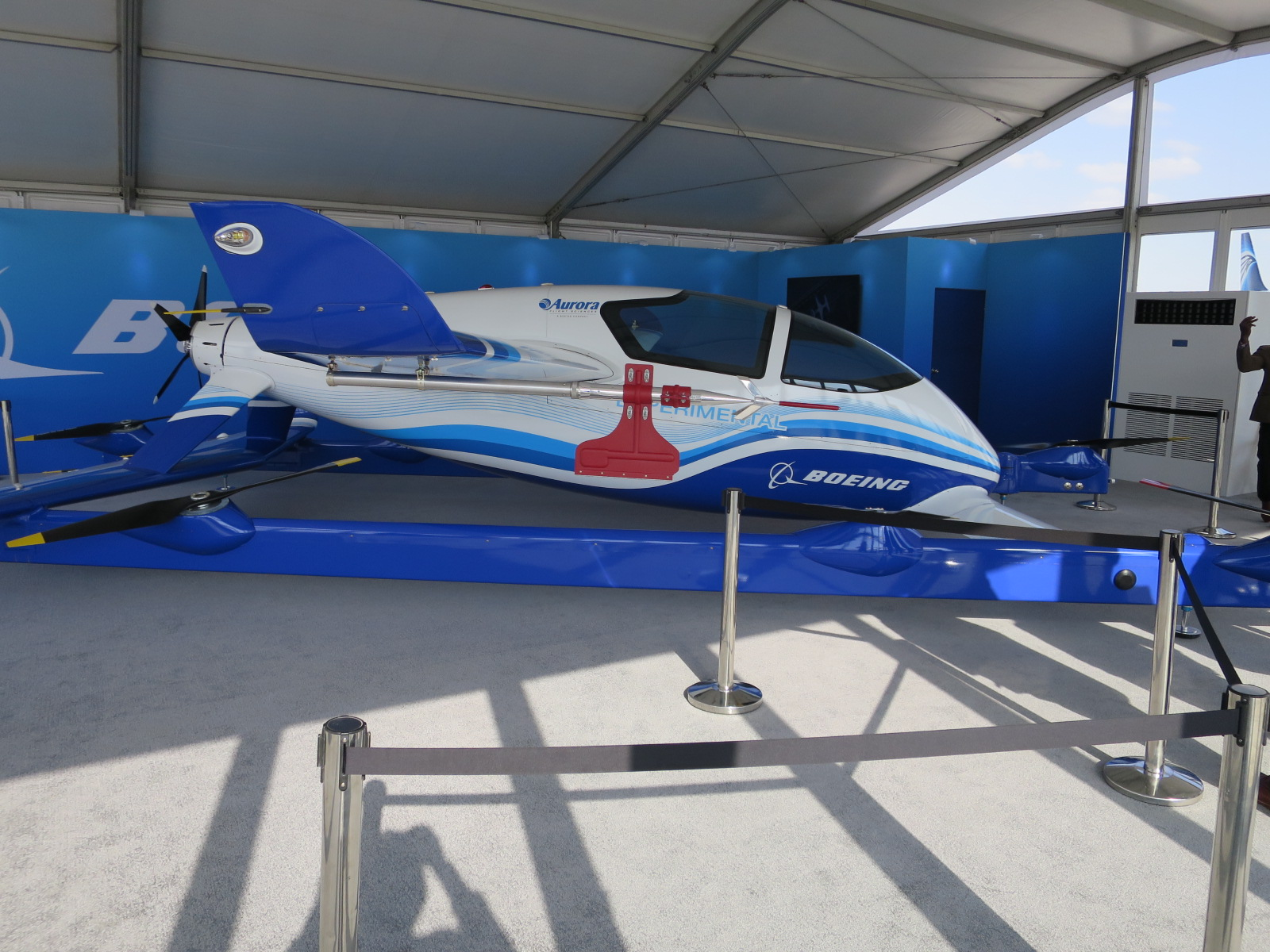

| Kenngröße            | PAV |
| -------------------- | --- |
| Besatzung            | selbststeuernd (optional 1 Pilot)                                                                         |
| Passagiere           | 2–4 |
| Länge                | 9,14 m |
| Breite               | 8,53 m |
| Nutzlast             | 225 kg |
| Leermasse            | 565 kg |
| max. Startmasse      | 800 kg |
| Reisegeschwindigkeit | 180 km/h                                                                                                  |
| Reichweite           | 50 km |
| Triebwerke           | 9 Elektromotoren mit Propellern, davon einer mit horizontaler, 8 mit annähernd vertikaler Achse 8 × 75 kW |